# Fengdian
Fengdian (kinesiska: 冯店, 冯店乡) är en socken i Kina. Den ligger i provinsen Henan, i den centrala delen av landet, omkring 380 kilometer sydost om provinshuvudstaden Zhengzhou. Antalet invånare är 14 492. Befolkningen består av 7 235 kvinnor och 7 257 män. Barn under 15 år utgör 28,0 %, vuxna 15-64 år 58 %, och äldre över 65 år 13,0 %.
Genomsnittlig årsnederbörd är 1 445 millimeter. Den regnigaste månaden är juli, med i genomsnitt 258 mm nederbörd, och den torraste är januari, med 34 mm nederbörd.